# Franz Mandl (Archäologe)
Franz Mandl (* 1953) ist ein österreichischer Prähistoriker und Volkskundler.

## Leben
Franz Mandl entdeckte als junger Mann im Dachsteingebirge menschliche Felszeichnungen und arbeitete sich quasi autodidaktisch in die Thematik ein, war Gasthörer an der Universität und half bei Grabungen des Bundesdenkmalamtes mit.
Seit 2016 ist Mandl Projektleiter der Aufnahme der Felsbilder Österreichs für das Bundesdenkmalamt.
Franz Mandl ist verheiratet.

## Ausstellungen
- 2014 Strukturen. BG/BRG Stainach[3]

## Publikationen
- Felsritzbilder des östlichen Dachsteinplateaus. Steiermärkisches Landesmuseum Joanneum, Verein Schloss Trautenfels, Trautenfels 1988, ISBN 978-3-900493-24-0.
- mit Herta Mandl-Neumann: Dachstein-Tauern-Region. Blicke in Vergangenheit und Gegenwart. ANISA – Verein für Alpine Felsbild- und Siedlungsforschung, Haus im Ennstal 2001, ISBN 978-3-85226-095-2.
- Almen im Herzen Österreichs. Dachsteingebirge – Niedere Tauern – Salzkammergut. ANISA – Verein für Alpine Felsbild- und Siedlungsforschung, Haus im Ennstal 2002, ISBN 978-3-901071-12-6.
- mit Herta Mandl-Neumann: Wege in die Vergangenheit rund um den Dachstein. Wanderungen und Bergtouren. Dachstein – Totes Gebirge – Salzkammergut – Schladminger Tauern. Bergführer, Tyrolia Verlag, Innsbruck Wien 2009, ISBN 978-3-7022-2988-7.
- Felsbilder. Österreich – Bayern. Nördliche Kalkalpen. Mit einem Beitrag von Gerhard W. Mandl, ANISA – Verein für Alpine Forschung, Haus im Ennstal, ISBN 978-3-901071-23-2.